# Depot von Pförten
Das Depot von Pförten (heute Brody) ist ein archäologischer Depotfund aus der Frühbronzezeit, der bei Pförten „auf der Streitung“ in der heutigen Gemeinde Gubin entdeckt wurde.
Der Hortfund besteht aus vier Beinringen und zwei Halsringen. Er wird der Aunjetitzer Kultur zugeordnet.